# Anna Féresse-Deraismes

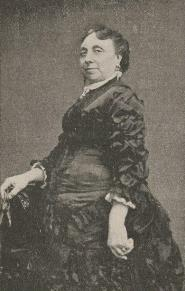
Anna Féresse-Deraismes

Anna Féresse-Deraismes (* 1. Oktober 1821 in Paris; † 19. Januar 1910 ebenda) war eine französische Feministin und Freimaurerin.

## Leben
Ihr Vater war ein antiklerikaler Voltaireianer und stammte aus einer liberalen bürgerlichen Familie. Anna übernahm die Erziehung ihrer jüngeren Schwester Maria Deraismes, als ihr Vater 1854 starb. Auch Isabelle Bogelot gehörte ab 1842 zur Familie, als sie als Waise von der Familie Deraismes aufgenommen wurde.
Anna Féresse-Deraismes spielte im Umfeld ihrer jüngeren Schwester eine eher unauffällige Rolle, während diese zunehmend Anerkennung fand. Nach dem Tod ihrer Schwester fasste sie ihr Werk in den Œuvres complètes zusammen, die 1895 und 1896 erschienen.
Auf den Internationalen Frauenkongressen von 1896 und 1905 wurde sie jeweils zur Ehrenvorsitzenden ernannt. Sie war zusammen mit ihrer Schwester und mit Hubertine Auclert an der Gründung der Société pour l’amélioration du sort de la femme et la revendication de ses droits (Gesellschaft für die Verbesserung des Schicksals der Frau und die Einforderung ihrer Rechte) beteiligt.
Anna Féresse-Deraismes war Gründungsmitglied der ersten gemischten freimaurerischen Obedienz Le Droit Humain. Im Jahr 1904 war sie Mitglied der Association nationale des libres penseurs (Nationale Vereinigung der Freidenker).